# Stenoptera
Stenoptera é um género botânico pertencente à família das orquídeas (Orchidaceae). Foi publicado por C.Presl, em Reliquiae Haenkeanae 1(2): 95., em 1827. Sua espécie tipo é a Stenoptera peruviana C.Presl. O nome do gênero vem do grego stenos, estreito, e pteron, asas, em referência as pétalas estreitas da espécie tipo.
Sete espécies terrestres compõem este gênero, distribuídas pelo norte e leste dos Andes e pela Costa Rica, com uma única espécie na área dos Monte Roraima e Monte Caburaí no Brasil, de oitocentos até três mil e seiscentos metros de altitude, em matas abertas, campinas e escarpas.
São espécies robustas, sem pseudobulbos, com raízes carnosas e fasciculadas. As folhas são dísticas, basais ou ao longo do caule. A longa inflorescência é apical e robusta, em regra densamente florida. As pequenas flores não ressupinam, possuem sépalas levemente concrescidas na base, petalas livres e labelo tombado sobre a coluna. Esta, mais ou menos arqueada e sem pé, fica com a sua face voltada para cima.

## Espécies
1. Stenoptera acuta Lindl., Gen. Sp. Orchid. Pl.: 447 (1840)
2. Stenoptera ciliaris C.Schweinf., Bot. Mus. Leafl. 9: 317 (1941)
3. Stenoptera ecuadorana Dodson & C.Vargas, Orquideologia 21: 51 (1998)
4. Stenoptera huilaensis Garay, Svensk Bot. Tidskr. 47: 195 (1953)
5. Stenoptera laxiflora C.Schweinf., Bot. Mus. Leafl. 9: 219 (1941)
6. Stenoptera montana C.Schweinf., Bot. Mus. Leafl. 9: 220 (1941)
7. Stenoptera peruviana C.Presl, Reliq. Haenk. 1: 95 (1827)